# Summerauer Buam
Die Summerauer Buam waren eine bis 1984 bestehende österreichische Blasmusik- und Volksmusikgruppe aus Summerau, Gemeinde Rainbach im Mühlkreis in Oberösterreich.

## Geschichte
Eine Tanzmusikkapelle namens „Summerauer Buam“ existierte in der Ortschaft bis 1958. Nach deren Auflösung regten die Dorfbewohner eine Neugründung an, zu der es Anfang der 1960er-Jahre kam. Nach improvisierten Anfängen mit Instrumenten aus zweiter Hand avancierten die Summerauer Buam zu einer Musikgruppe, die sich in den 1960er und 1970er Jahren in Oberösterreich und darüber hinaus einiger Beliebtheit erfreute. Vereinzelte Auftritte fanden auch im angrenzenden Ausland statt. 1972 erreichte die Gruppe bei einem bundesweit ausgeschriebenen Wettbewerb in Großraming unter 28 Teilnehmern den vierten Rang.
Einige Musikstücke der Summerauer Buam wurden vom Regionalstudio Oberösterreich des ORF aufgenommen. Das österreichische Label Lesborne produzierte Anfang der 1970er zwei Alben auf Langspielplatte bzw. Kompaktkassette. Der letzte Auftritt der Summerauer Buam fand 1984 statt. Das musikalische Repertoire aus dem Bereich der Volks- und Blasmusik war ähnlich dem der Linzer Buam.

## Alben
- Fideles Mühlviertel (Summerauer Buam, Duo Romana & Friedl; LP, Lesborne, o. J.)
- Mühlviertler Klänge (LP & MC, Lesborne, o. J.)